# Харино (сельское поселение Чертолино)
Харино — деревня в Ржевском районе Тверской области, входит в состав сельского поселения «Чертолино».

## География
Деревня находится в 29 км на север от центра сельского поселения посёлка Чертолино и в 40 км на северо-запад от города Ржева.  

## История
В конце XIX — начале XX века деревня являлась центром Жуковской волости Ржевского уезда Тверской губернии. 
С 1929 года деревня входила в состав Кувшиновского сельсовета Молодотудского района Ржевского округа Московской области, с 1935 года — в составе Калининской области, с 1958 года — в составе Ржевского района, с 1994 года — в составе Ильченковского сельского округа, с 2005 года — в составе сельского поселения «Чертолино».

## Население
| 1859 | 2002 | 2008 | 2010 |
| ---- | ---- | ---- | ---- |
| 68   | ↘13  | ↘6   | ↘1   |